# I Was a Teenage Werewolf
Pour plus de détails, voir Fiche technique et Distribution.
I Was a Teenage Werewolf est un film américain réalisé par Gene Fowler Jr., sorti en 1957. Le film a été présente en double programme avec Invasion of the Saucer Men.

## Synopsis
Un adolescent sert de cobaye pour un sérum expérimental qui le transforme en loup-garou.

## Fiche technique
- Titre : I Was a Teenage Werewolf
- Réalisation : Gene Fowler Jr.
- Scénario : Herman Cohen et Aben Kandel
- Musique : Paul Dunlap
- Photographie : Joseph LaShelle
- Production : Herman Cohen
- Société de production : Sunset Productions
- Société de distribution : American International Pictures (États-Unis)
- Pays :  États-Unis
- Genre : Drame, horreur et science-fiction
- Durée : 76 minutes
- Dates de sortie : 
  - États-Unis : 19 juin 1957

## Distribution
- Michael Landon : Tony Rivers
- Yvonne Lime : Arlene Logan
- Whit Bissell : Dr Alfred Brandon
- Charles Willcox : Jimmy
- Dawn Richard : Theresa
- Barney Phillips : le détective Donovan
- Ken Miller : Vic
- Cynthia Chenault : Pearl
- Michael Rougas : Frank
- Robert Griffin : le chef de la police P. F. Baker
- Joseph Mell : Dr Hugo Wagner
- Malcolm Atterbury : Charles Rivers
- Eddie Marr : Doyle
- Vladimir Sokoloff : Pepe l'homme de ménage
- Louise Lewis : le principal Ferguson
- S. John Launer : Bill Logan
- Guy Williams : l'officier Chris Stanley
- Dorothy Crehan : Mme Mary Logan

## Box-office
Le film a rapporté 2 millions de dollars au box-office pour un budget annoncé entre 82 000 dollars or 123 000.

## Divers
Le film a a servi d'inspiration pour la création du loup-garou bipède du clip Thriller de Michael Jackson.